# Список Героев Социалистического Труда (Скаженик — Смыслин)
Эта страница является частью списка Героев Социалистического Труда и перечисляет в алфавитном порядке лиц, удостоенных звания Героя Социалистического Труда, чьи фамилии начинаются с буквы «С», от Скаженик до Смыслин.
- Список не включает дважды и трижды Героев Социалистического Труда, а также лиц, лишённых этого звания.
- Список содержит информацию о датах жизни, роде деятельности и дате присвоения звания Героя.
- Герои, удостоенные звания посмертно, выделены в списке  серым цветом .
- Герои, сменившие фамилию после присвоения звания, приводятся в списках дважды, при этом строка с новой фамилией выделяется  бежевым цветом  и не имеет номера.

## Список людей, фамилии которых начинаются с «С»
| Навигационная таблица | Навигационная таблица    |
| --------------------- | ------------------------ |
| «С»                   | Саакян — Сальникова      |
| «С»                   | Самадалашвили — Саяхимов |
| «С»                   | Сборщикова — Сечина      |
| «С»                   | Сибиркин — Сиюхов        |
| «С»                   | Скаженик — Смыслин       |
| «С»                   | Снегирёв — Союстов       |
| «С»                   | Спаривак — Стычинский    |
| «С»                   | Субаев — Сяплов          |

| Навигационная таблица | Навигационная таблица    |
| --------------------- | ------------------------ |
| «С»                   | Саакян — Сальникова      |
| «С»                   | Самадалашвили — Саяхимов |
| «С»                   | Сборщикова — Сечина      |
| «С»                   | Сибиркин — Сиюхов        |
| «С»                   | Скаженик — Смыслин       |
| «С»                   | Снегирёв — Союстов       |
| «С»                   | Спаривак — Стычинский    |
| «С»                   | Субаев — Сяплов          |